# Arroyo del Aguapey
Der Arroyo del Aguapey ist ein Fluss in Uruguay.
Er verläuft auf dem Gebiet des Departamentos Artigas. Er mündet als rechtsseitiger Zufluss in den Arroyo de las Cañas. Die Mündung liegt dabei im mittleren Abschnitt des Arroyo de las Cañas.